# Vichai Sanghamkichakul
Vichai Sanghamkichakul, altresì citato come Vichai Sangdhamkichakul (Samut Prakan, 22 agosto 1947), è un ex calciatore thailandese di ruolo attaccante.

## Carriera
Con la Nazionale thailandese ha partecipato alle Olimpiadi del 1968.